# Romuald Romański
Romuald Romański (zm. 24 marca 2017) – polski prawnik, historyk i pisarz. Wykładowca prawa w Wyższej Szkole Menedżerskiej w Warszawie. Autor wielu książek o tematyce historycznej (specjalność - wojny kozackie) oraz kilku powieści historyczno-przygodowych.

## Najważniejsze publikacje

### Prawo
- Elementy prawoznawstwa i prawa cywilnego. Warszawa: Wyd. Placet, 2007. ISBN 978-83-74-88122-7
- Dekalog +1 po-prawnego kierowania. Warszawa: Wyd. Placet, 2007. ISBN 978-83-74-88118-0

### Historia
- Kozaczyzna. Warszawa: Bellona, 1999. ISBN 83-11-08998-1 (2004. ISBN 83-11-08998-1)
- Wojny kozackie. Warszawa: Bellona, 2005. ISBN 83-11-10174-4
- Niewyjaśnione zagadki historii świata. Warszawa: Bellona, 2006. ISBN 83-11-10344-5
- Błędy, które zmieniły bieg historii. Warszawa: Bellona, 2007. ISBN 978-83-11-10682-6
- Największe błędy w wojnach polskich. Warszawa: Bellona, 2008. ISBN 978-83-11-11035-9, ISBN 978-83-11-11035-2
- Generał Bolesław Wieniawa-Długoszowski. Polityk czy lew salonowy?. Warszawa: Bellona, 2011. ISBN 978-83-11-12037-2
- Książę Jeremi Wiśniowiecki. Warszawa: Bellona, 2011. ISBN 978-83-11-11524-8
- Najsłynniejsze bękarty w dziejach Polski. Losy pozamałżeńskich dzieci królów i książąt polskich. Warszawa: Bellona, 2012. ISBN 978-83-111-2307-6

- Wojny kozackie. Od Zbaraża do ugody w Perejasławiu. Warszawa: Bellona, 2013. ISBN 978-83-11-12668-8
- Królewskie dzieci z nieprawego łoża. Dzieje polskich bękartów, 2013

Seria Historyczne bitwy
- Beresteczko 1651. Warszawa: Bellona, 1994. ISBN 83-11-08285-5.
- Cudnów 1660. Warszawa: Bellona, 1996. ISBN 83-11-08590-0.
- Raszyn 1809. Warszawa: Bellona, 1997. ISBN 83-11-08710-5. (2007. ISBN 978-83-11-10698-7)
- Farsalos 48 p.n.e. Warszawa: Bellona, 2003. ISBN 83-11-09620-1.

### Powieści historyczne
- Klęska Amona. Warszawa: Oficyna Wydawnicza "Profi", 1994. ISBN 83-85-47658-X
- Zemsta Amona. Warszawa: Oficyna Wydawnicza "Profi", 1994. ISBN 83-85-47656-3, ISBN 978-83-85-47656-6